# Бъклица
Бъ̀клицата е традиционен български дървен съд за вино. С нея се калесват гости на сватби и кръщенки и се черпи на самите тържества и други празници.
Бъклицата е с обла форма, дървена запушалка и четири крачета на които стои изправена. Обикновено е препасана с ремъци за носене и привързване на тапата за да не се изгуби. Често е украсена с различни дърворезби, понякога и с бои.

## Етимология
Подобно на думата „бъкел“ и „бъклица“ произхожда от итал. boccale означаващо „буркан, стъкленица“.

## Фразеологизми
Бъклица ли чакаш – фразеологизъм означаващ „Специална покана ли очакваш“. Произхожда от обичая да се кани (калесва) на тържества като специално се посещават поканваните и се почерпват с вино от бъклица.